# Populus x canadensis
Populus × canadensis, los álamos negros del Canadá, es una denominación de un grupo muy polimorfo de híbridos obtenidos entre las descendencias de Populus deltoides y Populus nigra, y en algún caso de otras especies. Pertenecen a la familia de las salicáceas.

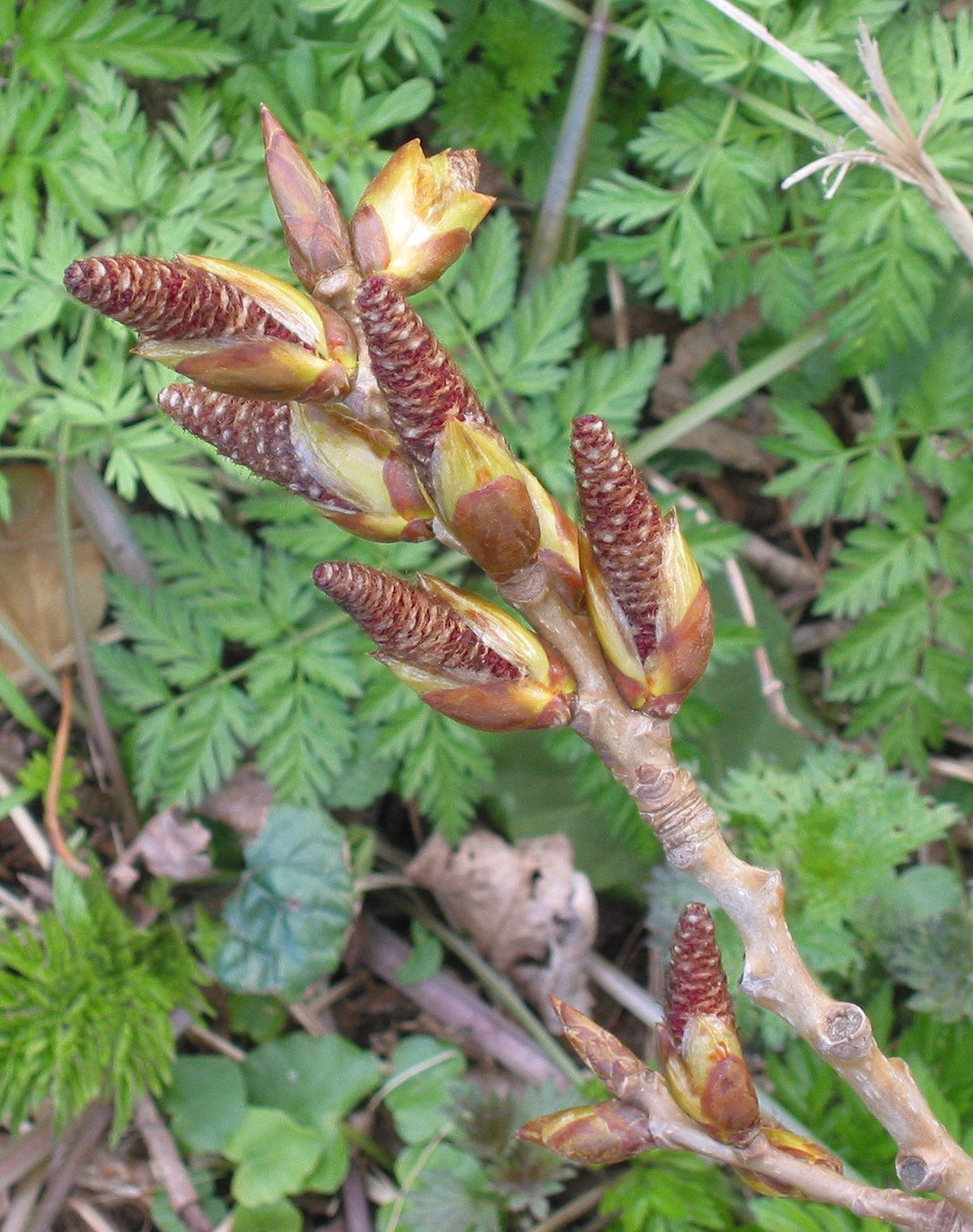
Inflorescencia

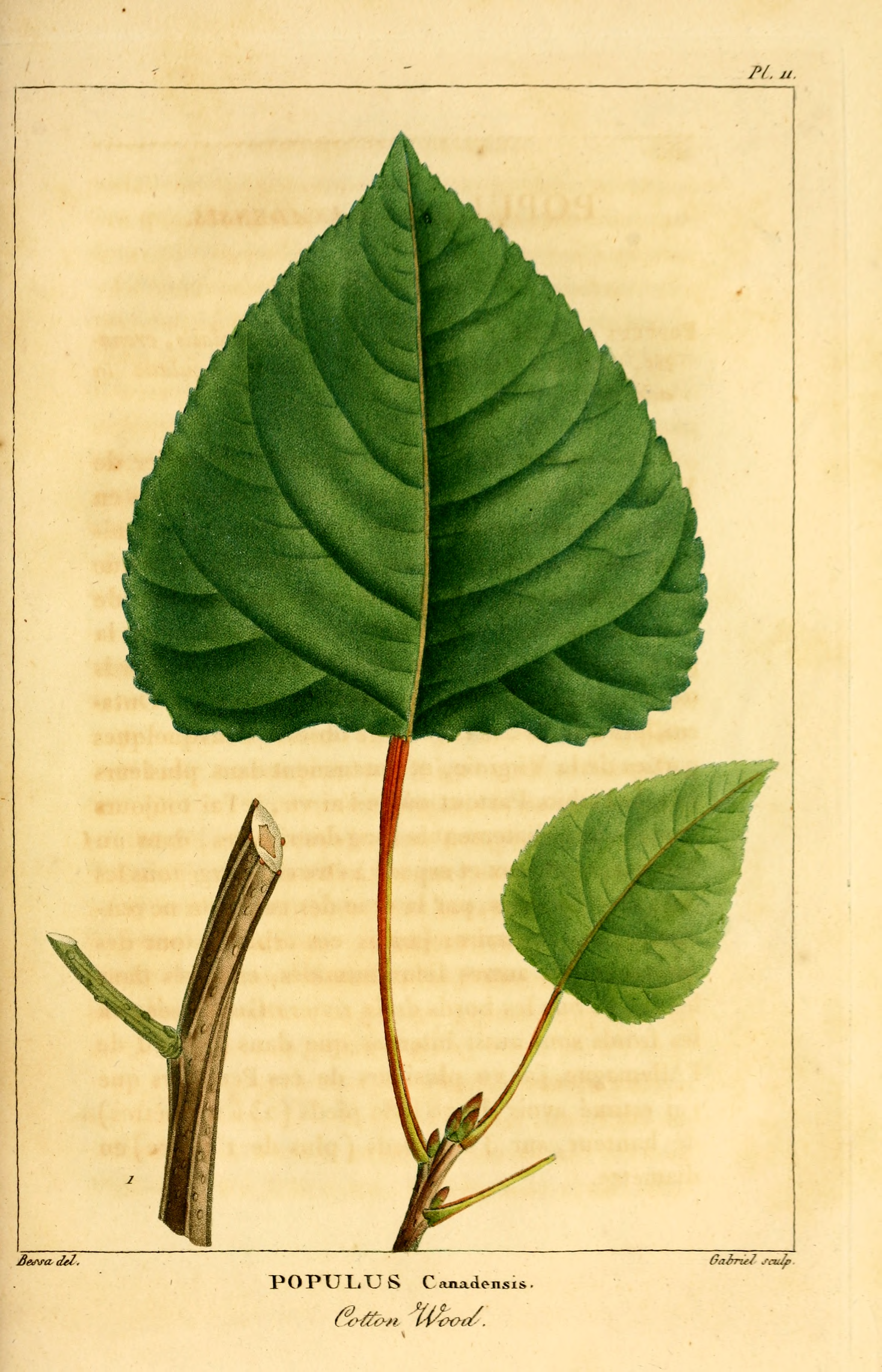
Ilustración

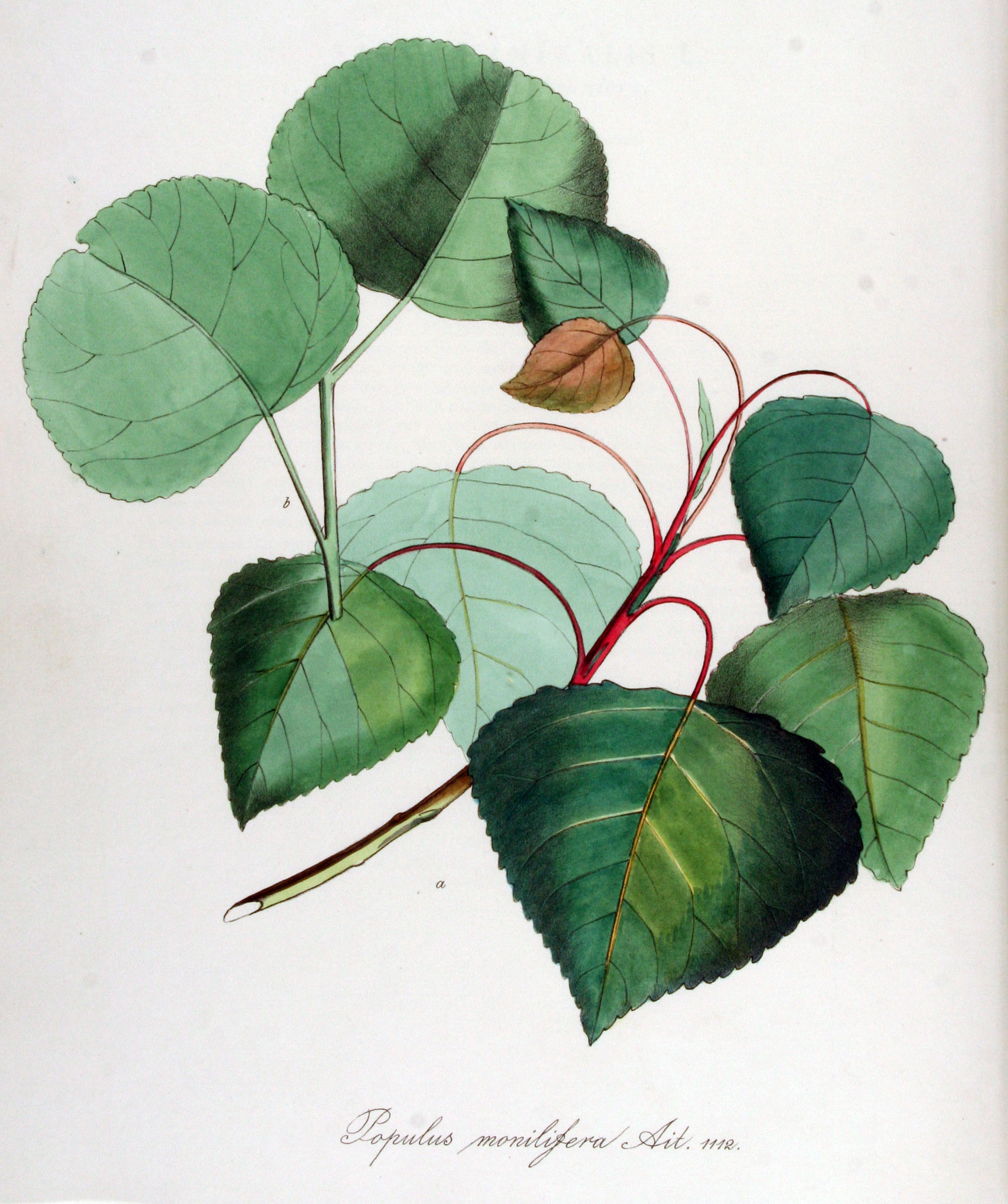
Ilustración en Flora Batava

## Descripción
El álamo o chopo canadiense es un árbol que puede alcanzar 30 metros de altura y deriva de la hibridación de Populus nigra con Populus deltoides. Tronco derecho y con pocas ramas. Las hojas son grandes con el limbo triangular y bordes aserrados. Las yemas son un poco viscosas y al brotar en primavera el follaje tiene un color rojizo. Las inflorescencias son colgantes. Es una especie monoica, como todas las del género. Las semillas están cubiertas de una especie de pelusa que el viento arrastra en primavera y da la sensación de que nieva. Este chopo es de gran valor industrial y se planta masivamente en los valles de algunos ríos. Su madera se utiliza para hacer cajas de embalaje, contrachapados, y como pasta para papel.

## Hábitat
Necesita suelos frescos pero bien drenados en las vegas de los ríos.

## Distribución
Muy plantado en todo el mundo. En España, en las cuencas del Ebro, Segura, Genil,  Hoya de Guadix, Duero.

## Taxonomía
Populus × canadensis fue descrita por Conrad Moench y publicado en Verzeichniss auslädndischer Bäume und Stauden des Luftschlosses Weissenstein 81, en el año 1785.
Etimología
Populus: nombre genérico que deriva del latín, 'popular' por ser abundante y en gran cantidad. 
canadensis: epíteto geográfico que alude a su localización en Canadá.
Sinonimia
- Populus deltoides × nigra
- Populus euramericana Guinier[2]
- Populus bachelieri Solem.
- Populus gelrica (Houtz.) Houtz.
- Populus marilandica (Bosc ex Poir.) Rehder
- Populus regenerata A.Henry
- Populus × robusta C.K.Schneid.
- Populus serotina Hartig[3]